# Coulogne
Cet article possède un paronyme, voir Boulogne.
Coulogne est une commune française située dans le département du Pas-de-Calais en région Hauts-de-France. Ses habitants sont appelés les Coulonnois. La commune est membre de la communauté d'agglomération Grand Calais Terres et Mers.

## Géographie

### Localisation
Localisée dans le nord du département du Pas-de-Calais et proche du littoral de la Côte d'Opale, Coulogne est une commune limitrophe, au nord, de la commune de Calais (chef-lieu d'arrondissement) située, à vol d'oiseau, à 30 km au nord-est de Boulogne-sur-Mer et 37 km à l'ouest de Dunkerque.
Le territoire de la commune est limitrophe de ceux de cinq communes.
Les communes limitrophes sont Calais, Marck, Les Attaques, Coquelles et Hames-Boucres.

### Géologie et relief
La superficie de la commune est de 9,16 km2 ; son altitude varie de O  à   7 m.

### Hydrographie
Le territoire de la commune est situé dans le bassin Artois-Picardie.
La commune est traversée par cinq cours d'eau : 
- le canal de Calais, d'une longueur de 32,51 km, qui prend sa source dans la commune de Saint-Pierre-Brouck, dans le département du Nord, et se jette dans la Manche au niveau de la commune de Calais[4] ;
- le canal des Pierrettes, d'une longueur de 17,91 km, qui prend sa source dans la commune d'Ardres et se jette dans le canal de Calais au niveau de la commune de Calais[5] ;
- le canal de Guînes, d'une longueur de 6,56 km, qui prend sa source dans la commune de Guînes et se jette dans le canal de Calais au niveau de la commune de Coulogne[6] ;
- le canal du Haut Banc et ruisseau d'Ardres ou la rivière Neuve[7] ;
- le watergang du Plein Fossé, d'une longueur de 7,35 km[8].

#### La source

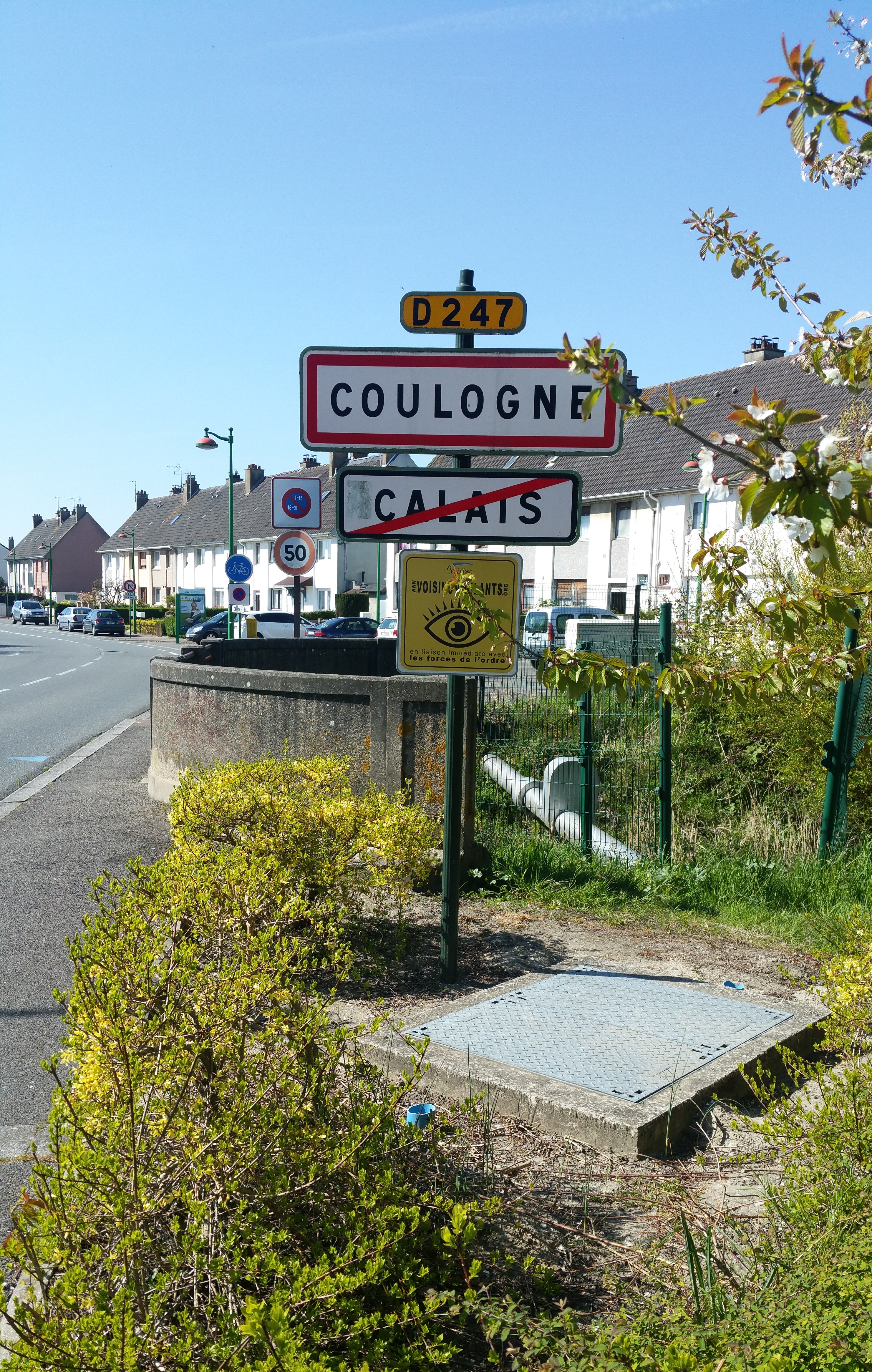
Pont sur le canal de Calais. Nouveau débouché de la source du pont aux Étoupes (aval).

Une source est située sur la commune. En raison des pollutions issues de l'industrialisation des alentours de Calais, la source a été intégrée au réseau commun et se jette désormais dans le canal adjacent. Une plaque commémorative et indicative en bronze en marque encore l'emplacement.

##### Centre d'intérêt patrimonial
La source du Pont aux Étoupes près du lieu-dit des Marmoussets a longtemps servi comme « remède populaire ». Les habitants de la commune et des communes voisines venaient en puiser les eaux. Cette spécificité n'est pas propre à la commune puisqu'elle est courante dans les départements du nord de la France. Un contrôle a été mis en place à la suite du succès qui induisit des débordements et parfois de la violence aux abords. Par la suite, le conseil municipal interdit toute commercialisation. La ferveur populaire et la croyance en des vertus miraculeuses ne sont pas propre à la source du Pont aux Étoupes mais communes aux sources de la région.

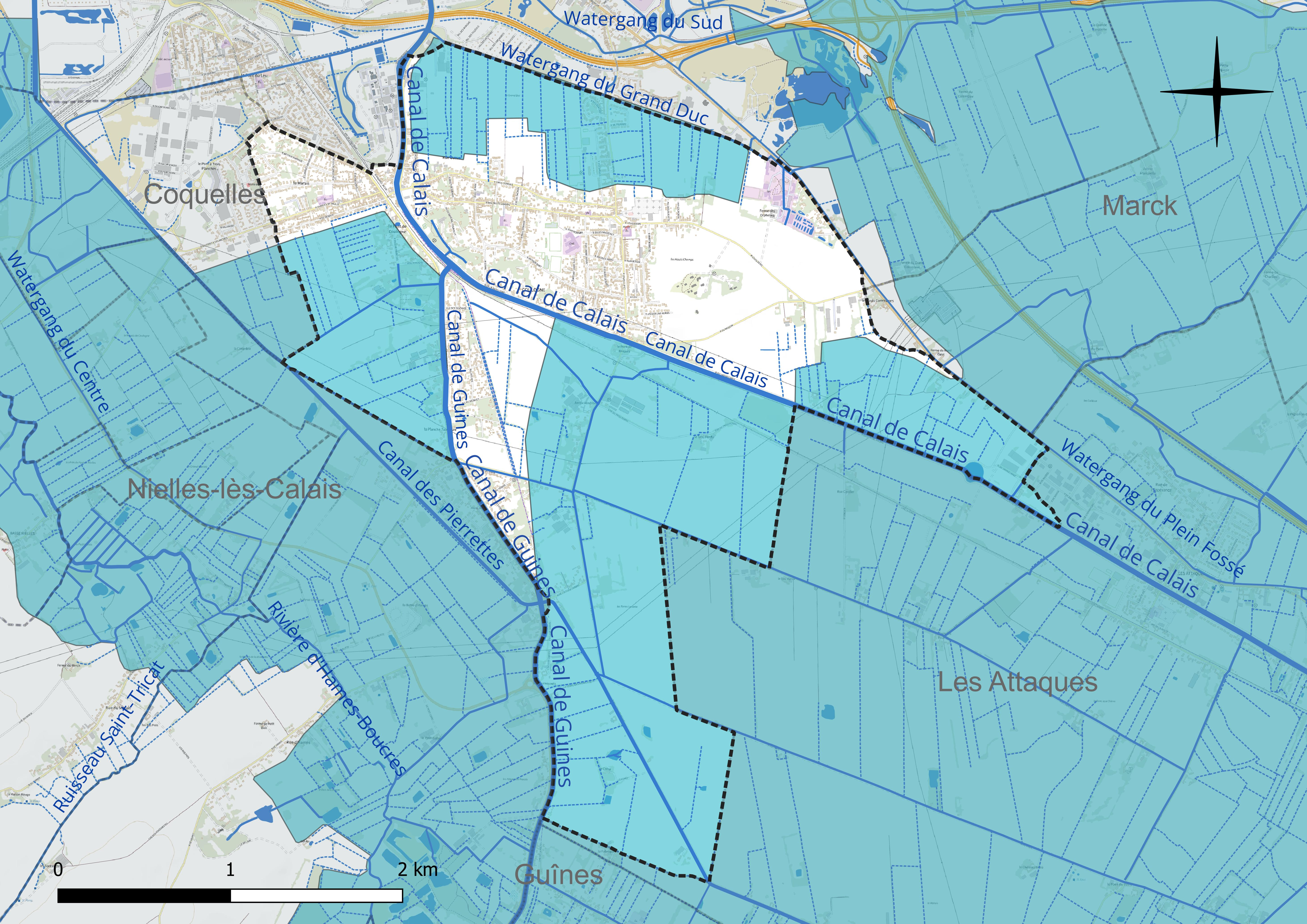
Réseau hydrographique de Coulogne.

### Climat
Pour des articles plus généraux, voir Climat des Hauts-de-France et Climat du Nord-Pas-de-Calais.
En 2010, le climat de la commune est de type climat océanique altéré, selon une étude du Centre national de la recherche scientifique (CNRS) s'appuyant sur une série de données couvrant la période 1971-2000. En 2020, Météo-France publie une typologie des climats de la France métropolitaine dans laquelle la commune est exposée à un climat océanique et est dans la région climatique Côtes de la Manche orientale, caractérisée par un faible ensoleillement (1 550 h/an) ; forte humidité de l’air (plus de 20 h/jour avec humidité relative > 80 % en hiver), vents forts fréquents.
Pour la période 1971-2000, la température annuelle moyenne est de 10,8 °C, avec une amplitude thermique annuelle de 13,1 °C. Le cumul annuel moyen de précipitations est de 748 mm, avec 11,8 jours de précipitations en janvier et 7,8 jours en juillet. Pour la période 1991-2020, la température moyenne annuelle observée sur la station météorologique la plus proche, située sur la commune de Marck à 5 km à vol d'oiseau, est de 11,0 °C et le cumul annuel moyen de précipitations est de 737,1 mm,. Pour l'avenir, les paramètres climatiques de la commune estimés pour 2050 selon différents scénarios d'émission de gaz à effet de serre sont consultables sur un site dédié publié par Météo-France en novembre 2022.
| Mois                                  | jan.          | fév.           | mars          | avril         | mai           | juin           | jui.           | août           | sep.           | oct.            | nov.            | déc.             | année     |
| ------------------------------------- | ------------- | -------------- | ------------- | ------------- | ------------- | -------------- | -------------- | -------------- | -------------- | --------------- | --------------- | ---------------- | --------- |
| Température minimale moyenne (°C)     | 2,7           | 2,7            | 3,9           | 5,5           | 8,5           | 11,3           | 13,5           | 13,6           | 11,4           | 8,8             | 5,7             | 3,3              | 7,6       |
| Température moyenne (°C)              | 5,1           | 5,5            | 7,2           | 9,6           | 12,5          | 15,3           | 17,6           | 17,9           | 15,4           | 12,2            | 8,4             | 5,7              | 11        |
| Température maximale moyenne (°C)     | 7,6           | 8,2            | 10,5          | 13,6          | 16,6          | 19,4           | 21,8           | 22,2           | 19,5           | 15,6            | 11,1            | 8,1              | 14,5      |
| Record de froid (°C) date du record   | −14 08.01.10  | −11,3 11.02.12 | −5,9 01.03.18 | −5 08.04.03   | −0,5 01.05.21 | 3,3 05.06.1991 | 4,9 07.07.1996 | 5,6 29.08.1993 | 0,9 22.09.1997 | −5,7 29.10.1997 | −7,1 24.11.1998 | −13,2 28.12.1996 | −14 2010  |
| Record de chaleur (°C) date du record | 17,3 01.01.22 | 19,6 24.02.21  | 23,6 31.03.21 | 25,5 22.04.11 | 31,1 27.05.05 | 34 21.06.17    | 39,9 19.07.22  | 35,7 06.08.03  | 32,6 10.09.23  | 27,6 02.10.11   | 20,2 07.11.15   | 17 19.12.15      | 39,9 2022 |
| Ensoleillement (h)                    |               |                |               | 2 107         | 2 318         | 2 212          | 2 393          | 2 138          | 1 738          | 1 146           | 758             | 631              |           |
| Précipitations (mm)                   | 59,5          | 47,2           | 40,2          | 37,9          | 49,6          | 51,6           | 54,7           | 67,1           | 62,9           | 91              | 92,4            | 83               | 737,1     |

### Milieux naturels et biodiversité

#### Zone naturelle d'intérêt écologique, faunistique et floristique
L’inventaire des zones naturelles d'intérêt écologique, faunistique et floristique (ZNIEFF) a pour objectif de réaliser une couverture des zones les plus intéressantes sur le plan écologique, essentiellement dans la perspective d’améliorer la connaissance du patrimoine naturel national et de fournir aux différents décideurs un outil d’aide à la prise en compte de l’environnement dans l’aménagement du territoire.
Le territoire communal comprend une ZNIEFF de type 1 : les watergangs des Attaques et d'Andres et le lac d'Ardres. Cette ZNIEFF est marqué par la présence d’un réseau dense de fossés, mares et watergangs.

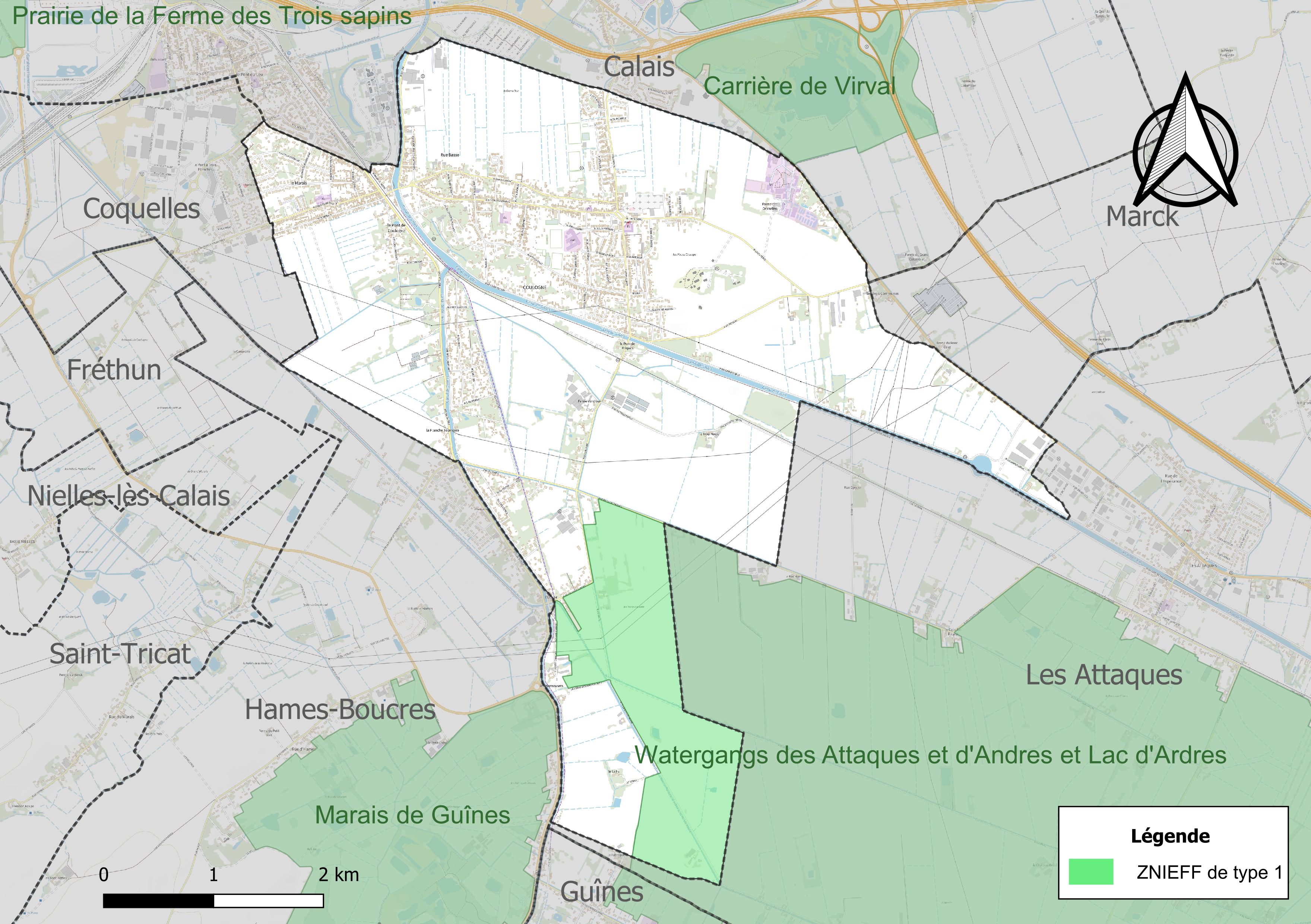
Carte de la ZNIEFF dans la commune.

#### Espèces faunistiques et floristiques
L’Inventaire national du patrimoine naturel (INPN) recense plusieurs espèces faunistiques et floristiques sur le territoire de la commune dont certaines sont protégées et d’autres menacées et quasi-menacées.

## Urbanisme

### Typologie
Au 1er janvier 2024, Coulogne est catégorisée ceinture urbaine, selon la nouvelle grille communale de densité à sept niveaux définie par l'Insee en 2022.
Elle appartient à l'unité urbaine de Calais, une agglomération intra-départementale regroupant six  communes, dont elle est une commune de la banlieue,,. Par ailleurs la commune fait partie de l'aire d'attraction de Calais, dont elle est une commune de la couronne,. Cette aire, qui regroupe 45 communes, est catégorisée dans les aires de 50 000 à moins de 200 000 habitants,.

### Occupation des sols
L'occupation des sols de la commune, telle qu'elle ressort de la base de données européenne d’occupation biophysique des sols Corine Land Cover (CLC), est marquée par l'importance des territoires agricoles (69,7 % en 2018), en diminution par rapport à 1990 (73,8 %). La répartition détaillée en 2018 est la suivante : 
terres arables (50,8 %), zones urbanisées (30,3 %), prairies (11,3 %), zones agricoles hétérogènes (7,6 %). L'évolution de l’occupation des sols de la commune et de ses infrastructures peut être observée sur les différentes représentations cartographiques du territoire : la carte de Cassini (XVIIIe siècle), la carte d'état-major (1820-1866) et les cartes ou photos aériennes de l'IGN pour la période actuelle (1950 à aujourd'hui).

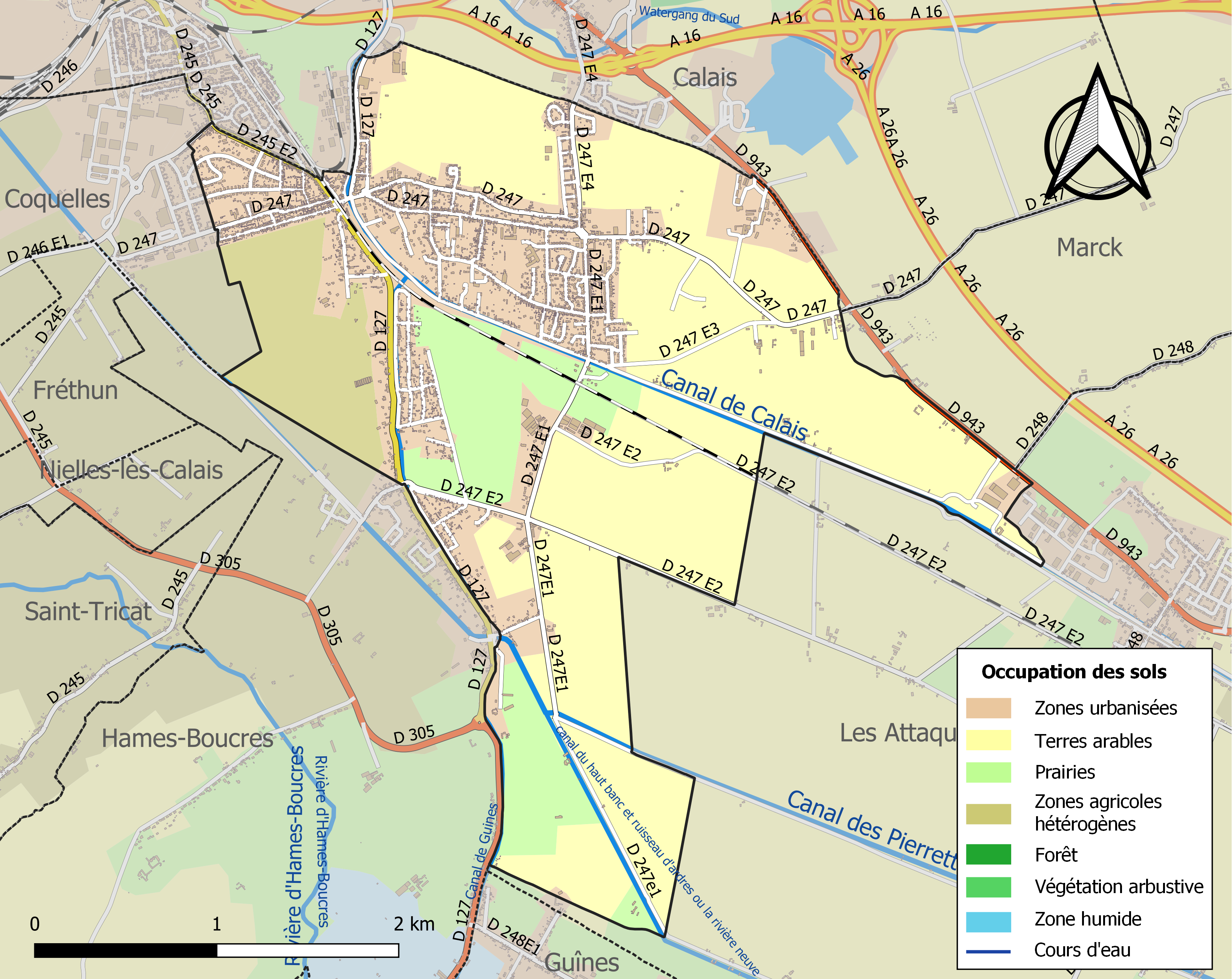
Carte des infrastructures et de l'occupation des sols de la commune en 2018 (CLC).

### Logement
En 2022, le nombre total de logements dans la commune était de 2 562, alors qu'il était de 2 410 en 2016 et de 2 412 en 2011
, soit une progression du nombre total de logements de 6,2 % depuis 2011.
Parmi ces 2 562 logements, 93,8 % étaient des résidences principales, (soit 2 403 logements), 1,5 % des résidences secondaires et 4,7 % des logements vacants. Ces logements étaient pour 91,1 % d'entre eux des maisons individuelles et pour 6,8 % des appartements.
Sur les 2 403 résidences principales, 76,5 % sont occupées par des propriétaires, 22,6 % par des locataires et 1,0 % par des personnes logées gratuitement.
Le tableau ci-dessous présente la typologie des logements à Coulogne en 2022 en comparaison avec celle du Pas-de-Calais et de la France entière. Une caractéristique marquante du parc de logements est ainsi la faible proportion des résidences secondaires et logements occasionnels (1,5 %) par rapport au département (6,6 %) et à la France entière (9,7 %) ainsi que d'une proportion de logements vacants (4,7 %) inférieure à celle du département (7,2 %) et de la France entière (8 %).
| Typologie                                               | Coulogne | Pas-de-Calais | France entière |
| ------------------------------------------------------- | -------- | ------------- | -------------- |
| Résidences principales (en %)                           | 93,8     | 86,2          | 82,3           |
| Résidences secondaires et logements occasionnels (en %) | 1,5      | 6,6           | 9,7            |
| Logements vacants (en %)                                | 4,7      | 7,2           | 8              |

### Voies de communication et transports
Coulogne est située à proximité de l'entrée française du tunnel sous la Manche qui permet de rejoindre l'Angleterre.
Elle est également située à proximité de l'autoroute A16, qui relie la frontière avec la Belgique à la région parisienne via Dunkerque, Boulogne-sur-Mer, Abbeville, Amiens et Beauvais, et l'autoroute A26 qui relie Calais à Troyes via Arras, Saint-Quentin et Reims.
La ville est située à proximité de la gare de Calais - Fréthun (desservie par des Eurostar vers Londres, Bruxelles ou Paris, par des TGV, des TER, mais aussi des TERGV vers Lille-Europe et Boulogne-Ville).
Coulogne est desservie par les lignes de bus du réseau Imag'in ainsi que par la navette fluviale « Calais Majest'in ».
Coulogne est également située à proximité du port de Calais, premier port français pour le trafic de voyageurs entre la France et l'Angleterre.

### Risques naturels et technologiques

#### Risque inondation
À la suite du passage des tempêtes Ciarán, Domingos et Elisa et des inondations et coulées de boue qui se sont produites, la commune est reconnue, par arrêté du 14 novembre 2023, en état de catastrophe naturelle pour inondations et coulées de boue sur la période du 2 au 12 novembre 2023, comme 179 autres communes du département.

## Toponymie
Le nom de la localité est attesté sous les formes Colonia Sancti Vulmari au Xe siècle, Colonia en 1112, Couloigne en 1276, Couloingne en 1309, Coloigne en 1296, Coln en 1344, Colham ou Collam en 1556, Collongne en 1583, Haute et basse Coulogne en 1584, Couloine au XVIIe siècle, Coulogne depuis 1793 et 1801.

## Histoire
Au début du XIe siècle, l’intérieur du pays n’est plus submergé que par les marées d’équinoxe. C’est pourquoi l’agriculture se fera au moins jusqu’au XVIe siècle au gré de la nature.
Au Moyen Âge, les rivières du Calaisis étaient très réputées car on y pêchait abondamment des poissons d’eau douce mais aussi de mer. Au XIe siècle, les abbayes de Saint-Wulmer (Colonia Wulméris - d’où le nom de Coulogne) et de Saint-Bertin possédaient des pêcheries sur la rivière qui traversait Coulogne et s’estimaient donc en droits de réclamer une part de la pêche. Mais le jour où les moines vinrent percevoir la dîme sur le poisson auprès des pêcheurs coulonnois, ceux-ci refusèrent, ce qui provoqua une révolte difficilement maîtrisée.
Coulogne possédait également un château féodal sur une motte artificielle. Il s’agissait d’une tour de bois entourée d’une palissade et d’un fossé protecteur.
Au XIIIe siècle, Pierre li Frérons, sénéchal du Boulonnais, possède ce château ; il y rend la justice. Or en 1251, lors d’un différend opposant le baron de Marck à l’abbaye de Saint-Bertin au sujet d’une terre, Pierre li Frérons donne tort aux moines qui étaient pourtant dans leur plein droit. Afin de réparer cette injustice, les échevins convoquent Pierre li Frérons qui refuse de comparaître. L’assemblée locale décide en conséquence de lui appliquer le droit d’arsin ; c’est une coutume qui consiste à détruire l’habitation d’une personne ayant commis un acte répréhensible et qui n’a pas été soumis à la justice ordinaire.
Le 24 octobre 1251, 390 hommes armés détruisent à coups de pioche et par le feu le château et le pillent pour venger les moines de Saint-Bertin. C’est ainsi que disparut le château féodal à Coulogne et que Pierre li Frérons devint le premier personnage de l’histoire du village.
En septembre 1346, les troupes anglaises d’Édouard III arrivent à Calais et trouvent une ville solidement défendue. Il leur faudra onze mois pour obtenir la reddition  d’une population affamée : c’est l’épisode des Six Bourgeois. Mais la ville et le Pale, donc Coulogne, seront anglaises pendant un peu plus de deux siècles.
L’année 1558 marque la fin de la présence anglaise dans le Calaisis. Nous sommes sous le règne du roi de France Henri II. À la suite d’une campagne audacieuse mais bien préparée et qui ne dura que huit jours, le duc François de Guise parvient à reconquérir Calais. Coulogne est également libérée ; une nouvelle ère commence.
Il fallait repeupler rapidement le « pays reconquis ». Le roi de France propose des offres avantageuses et parvient à attirer d’abord d’humbles protestants fuyant les Pays-Bas où ils étaient persécutés pour leurs idées. Ils furent suivis par d’autres protestants possédant une grand savoir-faire dans les domaines artisanal, commercial, scientifique.
Ceci contribua au développement économique du Calaisis dont le gouvernement avait été confié par Henri IV à Dominique de Vic, lui-même protestant.
Aussi, la révocation de l'édit de Nantes (1685) fut-elle une véritable catastrophe pour notre cité. En effet, si le village ne connaît pas de persécutions cruelles, presque tous ceux qui avaient fait sa prospérité durent s’exiler.
À partir de 1789, notre village apparaît largement épargné par le tourbillon des événements révolutionnaires. Et le début du XIXe siècle confirme le calme antérieur de la petite bourgade à l’exception de quelques décisions dont les répressions n’eurent pas d’incidence durable.
Tout le XIXe siècle et le début du XXe furent bouleversés par l’invention de machines utilisées dans les usines et pour le transport ; c’est la révolution industrielle qui va changer le visage de notre commune. La première grande nouveauté à Coulogne fut l’inauguration de la ligne de chemin de fer Calais-Paris en septembre 1848 mais il faudra attendre 1890 pour qu’une halte soit établie à Coulogne.
Entre-temps, la cité devient une véritable petite ville d’autant que dans les années 1880, le tramway hippomobile, une voiture sur rail tirée par deux chevaux, fait son apparition. Le réseau est électrifié en 1901 et, sous le patronage de la STCE , il relie Coulogne à la gare des Fontinettes, la Planche Tournoire Guînes…Plus lent que le train, le tramway est moins coûteux, ce qui permet aux ouvrier de s’installer en banlieue (le Marais). La population augmente donc considérablement et l’ambiance de notre petite commune est très animée. On se réunit dans la bonne humeur, dans les cafés proches des passages à niveau, on donne régulièrement des bals les dimanches et jours de fête…À partir de 1932, le succès du bus comme nouveau moyen de transport vient à nouveau modifier le paysage communal.

### Première Guerre mondiale
Pendant la Première Guerre mondiale, les Britanniques établirent une base stratégique dans la région. Ces installations sont connues sous le nom de « Camp Vendroux » car elles se trouvaient en grande partie à Coulogne, sur les terres de cette famille. Sur une surface considérable, des « baraques » en bois sont édifiées afin d’y déposer du matériel de guerre (munitions, fils de fer barbelés) mais aussi des céréales. En tout près de 35 000 soldats, de toutes origines, s’affairèrent dans le Calaisis, transformant la commune en une cité cosmopolite. En effet, le Royaume-Uni est alors à la tête d’un empire colonial immense ; des coolies chinois, du Chinese Labour Corps, ont ainsi passé une partie de leur existence à Coulogne.
Coulogne dépend du commandement d'étapes ayant son siège à Nouvelle-Église, (élément de l'armée organisant le stationnement de troupes, comprenant souvent des chevaux, pendant un temps plus ou moins long, sur les communes dépendant du commandement d'étapes, en arrière du front). En juillet 1917, se trouvent ainsi, entre autres, à Coulogne un camp anglais de prisonniers de guerre et un dépôt anglais de prisonniers de droit commun. Le 22 août 1917, s'est déclaré dans une ferme un cas de scarlatine compliqué de diphtérie, ce qui a obligé à des précautions pour éviter de contaminer des soldats cantonnés sur la commune. Le 13 septembre 1917, un hôpital belge stationne au Beau Marais, section de la commune de Coulogne. Le commandement d'étapes est transféré à Saint-Folquin le 1er décembre 1917. La commune dépend également en 1917-1918 du commandement d'étapes installé à Frethun puis à Coulogne même le 1er décembre 1917. Elle a donc accueilli des troupes à ces différents titres. Coulogne dépend également du commandement d'étapes de Guînes.

### Seconde Guerre mondiale
Durant la seconde Guerre mondiale, la commune subit l’occupation allemande dès juin 1940 en même temps que Calais et fut libérée le 30 septembre 1944 par des unités canadiennes. Pendant le conflit, les Allemands installèrent des batteries anti-aériennes sur le terrain de la commune.

## Politique et administration

### Découpage territorial
La commune se trouve dans l'arrondissement de Calais du département du Pas-de-Calais depuis 1962, auparavant, depuis 1801, elle dépendait de l'arrondissement de Boulogne-sur-Mer.

#### Commune et intercommunalités
La commune est membre de la communauté d'agglomération Grand Calais Terres et Mers qui regroupe 14 communes et totalise 98 828 habitants en 2021.

#### Circonscriptions administratives
La commune est rattachée au canton de Calais-2.

#### Circonscriptions électorales
Pour l'élection des députés, la commune fait partie de la septième circonscription du Pas-de-Calais.

### Élections municipales et communautaires

#### Élections municipales 2020
- Maire sortant : Alain Fauquet (PS)
- 29 sièges à pourvoir au conseil municipal (population légale 2017 : 5 372 habitants)
- 4 sièges à pourvoir au conseil communautaire (CA Grand Calais Terres et Mers)

|                          |                          |                          |              |              |             |             |        |        |  |
| Tête de liste            | Tête de liste            | Liste                    | Premier tour | Premier tour | Second tour | Second tour | Sièges | Sièges |  |
| Tête de liste            | Tête de liste            | Liste                    | Voix         | %            | Voix        | %           | CM     | CC     |  |
|                          | Isabelle Muys            | DVD                      | 789          | 36,23        | 1 063       | 50,64       | 22     | 3      |  |
|                          | Alain Fauquet,           | DVG                      | 530          | 24,33        | 668         | 31,82       | 5      | 1      |  |
|                          | Dominique Legrand        | SE                       | 427          | 19,61        | 368         | 17,53       | 2      | 0      |  |
|                          | François Dubout          | SE                       | 432          | 19,83        | Retrait     | Retrait     | 0      | 0      |  |
|                          |                          |                          |              |              |             |             |        |        |  |
| Votes valides            | Votes valides            | Votes valides            | 2 178        | 97,10        | 2 099       | 97,35       |        |        |  |
| Votes blancs             | Votes blancs             | Votes blancs             | 24           | 1,07         | 34          | 1,58        |        |        |  |
| Votes nuls               | Votes nuls               | Votes nuls               | 41           | 1,83         | 23          | 1,07        |        |        |  |
| Total                    | Total                    | Total                    | 2 243        | 100          | 2 156       | 100         | 29     | 4      |  |
| Abstention               | Abstention               | Abstention               | 2 289        | 50,51        | 2 388       | 52,55       |        |        |  |
| Inscrits / participation | Inscrits / participation | Inscrits / participation | 4 532        | 49,49        | 4 544       | 47,45       |        |        |  |

#### Liste des maires
Après un passage à gauche entre 2014 et 2020, la ville revient dans l’escarcelle de la droite locale avec l’élection d’Isabelle Muys, candidate soutenue par la droite locale à l’élection municipale de 2020 face au maire PS sortant.
| Période                                  | Période                      | Identité            | Étiquette | Qualité |
| ---------------------------------------- | ---------------------------- | ------------------- | --------- | --- |
| Les données manquantes sont à compléter. |                              |                     |           | |
| ca. 1959                                 |                              | Louis Tenart        | MRP       | |
| mars 1971                                | mars 1977                    | Christiane Sery     |           | |
| mars 1977                                | mars 1989                    | Albert Gommez       |           | Commissaire divisionnaire |
| mars 1989                                | mars 2001                    | Albert Béharelle    |           | Clerc de notaire, maire honoraire Chevalier des Palmes académiques                                                                                                  |
| mars 2001                                | mars 2014                    | Jean-Claude Dubut   | DVD       | Employé de banque retraité, ancien 1er adjoint Vice-président de la CA du Calaisis                                                                                  |
| mars 2014                                | juillet 2020                 | Alain Fauquet       | PS        | Cadre technique retraité |
| juillet 2020                             | juin 2023                    | Isabelle Muys       | DVD       | Agricultrice 4e vice-présidente de Grand Calais Terres et Mers (2020 → 2023) Nouvelles élections le 25 juin 2023 en application de l'article L270 du code électoral |
| 7 juillet 2023                           | En cours (au 8 juillet 2023) | Guillaume Lœuilleux | SE        | 4e vice-président de Grand Calais Terres et Mers (2023 → ) |

## Équipements et services publics

### Justice, sécurité, secours et défense
La commune dépend du tribunal de proximité de Calais, du conseil de prud'hommes de Calais, du tribunal judiciaire de Boulogne-sur-Mer, de la cour d'appel de Douai, du tribunal de commerce de Boulogne-sur-Mer, du tribunal administratif de Lille, de la cour administrative d'appel de Douai, du pôle nationalité du tribunal judiciaire de Boulogne-sur-Mer et du tribunal pour enfants de Boulogne-sur-Mer.

## Population et société

### Démographie
Les habitants sont appelés les Coulonnois.

#### Évolution démographique
L'évolution du nombre d'habitants est connue à travers les recensements de la population effectués dans la commune depuis 1793. Pour les communes de moins de 10 000 habitants, une enquête de recensement portant sur toute la population est réalisée tous les cinq ans, les populations de référence des années intermédiaires étant quant à elles estimées par interpolation ou extrapolation. Pour la commune, le premier recensement exhaustif entrant dans le cadre du nouveau dispositif a été réalisé en 2004.

En 2022, la commune comptait 5 403 habitants, en évolution de +1,5 % par rapport à 2016 (Pas-de-Calais : −0,72 %, France hors Mayotte : +2,11 %).
| 1793 | 1800 | 1806 | 1821 | 1831 | 1836 | 1841 | 1846 | 1851 |
| ---- | ---- | ---- | ---- | ---- | ---- | ---- | ---- | ---- |
| 398  | 452  | 487  | 536  | 595  | 696  | 659  | 656  | 677  |

| 1856 | 1861 | 1866 | 1872 | 1876 | 1881  | 1886  | 1891  | 1896  |
| ---- | ---- | ---- | ---- | ---- | ----- | ----- | ----- | ----- |
| 730  | 742  | 799  | 812  | 883  | 1 043 | 1 267 | 1 341 | 1 399 |

| 1901  | 1906  | 1911  | 1921  | 1926  | 1931  | 1936  | 1946  | 1954  |
| ----- | ----- | ----- | ----- | ----- | ----- | ----- | ----- | ----- |
| 1 424 | 1 707 | 1 950 | 2 254 | 2 318 | 2 641 | 2 759 | 3 063 | 3 125 |

| 1962  | 1968  | 1975  | 1982  | 1990  | 1999  | 2004  | 2006  | 2009  |
| ----- | ----- | ----- | ----- | ----- | ----- | ----- | ----- | ----- |
| 3 898 | 4 783 | 5 194 | 5 347 | 5 809 | 5 789 | 5 940 | 5 879 | 5 747 |

| 2014  | 2019  | 2022  | - | - | - | - | - | - |
| ----- | ----- | ----- | - | - | - | - | - | - |
| 5 414 | 5 430 | 5 403 | - | - | - | - | - | - |

#### Pyramide des âges
En 2022, le taux de personnes d'un âge inférieur à 30 ans s'élève à 30,5 %, soit en dessous de la moyenne départementale (35,9 %). À l'inverse, le taux de personnes d'âge supérieur à 60 ans est de 31,1 % la même année, alors qu'il est de 25,8 % au niveau départemental.
En 2022, la commune comptait 2 597 hommes pour 2 806 femmes, soit un taux de 51,93 % de femmes, supérieur au taux départemental (51,59 %).
Les pyramides des âges de la commune et du département s'établissent comme suit :
| Hommes | Classe d’âge | Femmes |
| ------ | ------------ | ------ |
| 0,4    | 90 ou +      | 1,1    |
| 6,8    | 75-89 ans    | 11,1   |
| 21,3   | 60-74 ans    | 21,3   |
| 22,5   | 45-59 ans    | 23,3   |
| 16,1   | 30-44 ans    | 14,9   |
| 18,2   | 15-29 ans    | 13,1   |
| 14,6   | 0-14 ans     | 15,1   |

| Hommes | Classe d’âge | Femmes |
| ------ | ------------ | ------ |
| 0,5    | 90 ou +      | 1,6    |
| 5,6    | 75-89 ans    | 8,9    |
| 16,7   | 60-74 ans    | 18,1   |
| 20,2   | 45-59 ans    | 19,2   |
| 18,9   | 30-44 ans    | 18,1   |
| 18,2   | 15-29 ans    | 16,2   |
| 19,9   | 0-14 ans     | 17,9   |

### Sports et loisirs
Plusieurs sports sont pratiqués dans la commune, dont le twirling, le tir à l'arc, la danse, le judo, le football, le basketball, le tennis de table et le tennis.

## Économie

### Revenus de la population et fiscalité
En 2021, la commune compte 2 391 ménages fiscaux, regroupant 5 512 personnes.
Le revenu fiscal médian par ménage, le taux de pauvreté des ménages et la part des ménages fiscaux imposés de la commune, du département du Pas-de-Calais et de la métropole sont les suivants :
- le revenu fiscal médian par ménage de la commune est de 22 290 €, supérieur à celui du département du Pas-de-Calais (20 720 €) et inférieur à celui de la France métropolitaine (23 080 €)[Insee 13],[Insee 14],[Insee 15] ;
- le taux de pauvreté des ménages de la commune est de 11 %, de 18,4 % au niveau du département et de 14,9 % au niveau de la métropole[Insee 16],[Insee 17],[Insee 18] ;
- la part des ménages fiscaux imposés dans la commune est de 53 %, de 44,1 % au niveau du département et de 53,4 % au niveau de la métropole[Insee 13],[Insee 14],[Insee 15].

## Culture locale et patrimoine

### Lieux et monuments
- L'église Saint-Jacques.

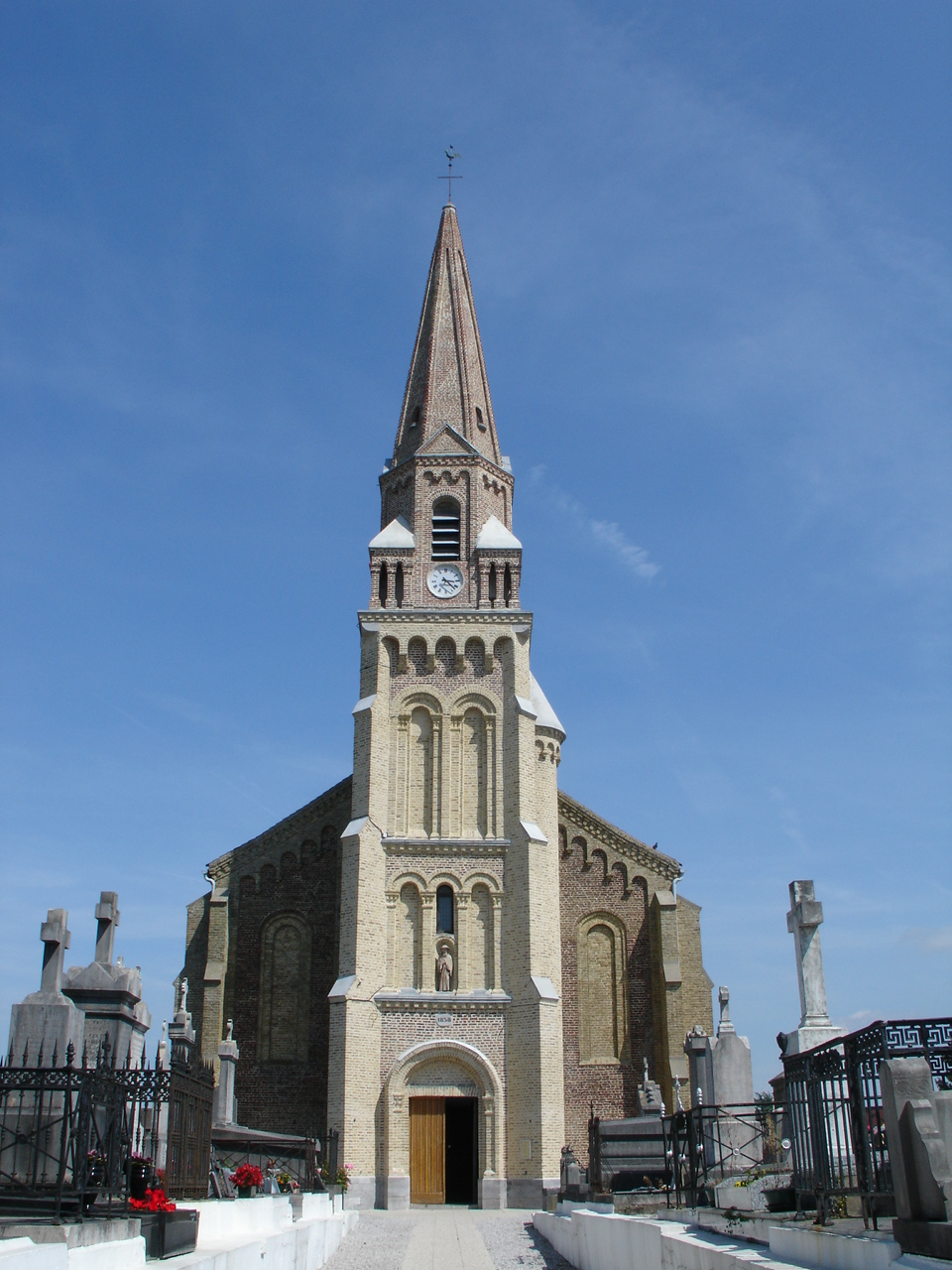
L'église Saint-Jacques.

- Le monument aux morts,surmonté d'une croix latine[45].

### Patrimoine culturel
La médiathèque l'Octogone ouvre ses portes le 19 mai 2015 et est inaugurée le 23 et 24 mai 2015.

### Personnalités liées à la commune
- Charles Oudinot de Reggio (1819-1858), militaire, mort dans la commune[47].
- Fernand Devin (1913- 1941), sergent-chef des Forces aériennes françaises libres pendant la Seconde Guerre mondiale, né dans la commune et inhumé dans le cimetière communal.
- Camille Cerf (1994-), Miss France 2015, a grandi dans la commune.

### Héraldique
| Blason de Coulogne | Blason  | D'azur au sautoir cousu de gueules chargé en cœur d'une aigle de sable membrée d'argent.                                                  |
| Blason de Coulogne | Détails | * Il y a là non-respect de la règle de contrariété des couleurs : ces armes sont fautives (gueules sur azur). Adopté par la municipalité. |

## Pour approfondir

#### Bases de données, dictionnaires et encyclopédies
- Ressources relatives à la géographie :   - Insee (communes)
  - Ldh/EHESS/Cassini
- Ressource relative à plusieurs domaines :   - Annuaire du service public français
- Notices d'autorité :   - BnF (données)